# Ernst Ehlers
Ernst Boje Ehlers (Pinneberg, 16 oktober 1909 - Kiel, 4 oktober 1980) was een Duitse SS-Obersturmbannführer (luitenant-kolonel), voornaamste organisator van de Joodse transporten vanuit België naar Auschwitz tijdens de Tweede Wereldoorlog.

## Levensloop
Ehlers begon aan studies geneeskunde. Volgens de ene bronnen was het in 1928 en volgens andere bronnen in 1931 dat hij toetrad tot de NSDAP (lid nummer 95.459). In 1932 trad hij toe tot de SS (lid nummer 307.426).
Vanaf 1935 werkte hij in het Saksische Ministerie van Binnenlandse Zaken en was daar vanaf 1936 regerings- en medisch adviseur. Na zijn overplaatsing naar de SD in 1937, werd hij reeds in 1938 tewerkgesteld in de Hoofdafdeling II van de Veiligheidsdienst van de Reichsführer SS. Nadat hij in 1941 was geslaagd voor zijn examen als assessor, trad hij in juli van datzelfde jaar in dienst van de Gestapo, waar hij tot ongeveer eind 1943 chef was van het Brusselse bureau van de Sicherheitspolizei en SD, en vanaf ongeveer begin 1944 "commissaris van de chef van de Sicherheitspolizei en SD" bij de Militaire Bevelhebber België en Noord-Frankrijk in Brussel.
SS-majoor Ehlers was verantwoordelijk voor de deportaties van Belgische Joden. Vanaf 27 juli 1942 tot 1944 werden onder zijn verantwoordelijkheid talrijke transporten naar het concentratiekamp Auschwitz georganiseerd in de Dossinkazerne in Mechelen (SS-Sammellager Mechelen). Voor zijn diensten ontving hij de Gouden Partij Badge.
Van de in totaal 998 gedeporteerden op het eerste transport waren er 570 mannen en 428 vrouwen, waaronder in totaal 140 kinderen. De meesten van hen hadden zich "vrijwillig" aangemeld omdat zij een zogenaamd "werkbevel" hadden ontvangen dat in het Duits was geschreven en waarin zij geloofden in een werkopdracht. Reeds bij de samenstelling van het transport waren 168 personen ingedeeld in de categorie "KV" (geen gebruik). 254 van de gedeporteerden werden onmiddellijk na aankomst in Auschwitz vermoord, waaronder alle 140 kinderen. Deze deportatie werd gevolgd door nog 26 transporten tot 31 juli 1944. Ehlers was de directe chef van Kurt Asche, de "Judenreferent" die later werd verantwoordelijk gehouden voor de deportatie van 25.000 Joden en Sinti naar Auschwitz.
Van 26 februari 1944 tot het einde van de oorlog in mei 1945 was Ernst Ehlers inspecteur van de Kasselse veiligheidspolitie en SD (Wehrkreis IX). In België werd hij opgevolgd door Constantin Canaris, een neef van Wilhelm Canaris. 

## Na de oorlog
Na de Tweede Wereldoorlog leefde Ehlers aanvankelijk ongestoord bij familie in Freiburg-Elbe onder zijn echte naam. Hij voelde zich toen blijkbaar zo veilig voor vervolging dat hij in 1957 solliciteerde voor de functie van assistent-rechter bij de administratieve rechtbank van Schleswig en ook werd aangenomen. Al na twee jaar werd hij benoemd tot lid van de administratieve rechtbank. Veel andere voormalige nazi-aanhangers hadden ook werk gevonden in het staatsbestuur van Sleeswijk-Holstein, met name in de rechterlijke macht.
Intensief onderzoek door de Parijse advocaat Serge Klarsfeld en zijn vrouw Beate Klarsfeld leidde tot het terugvinden van Ehlers' identiteit en woonplaats. Op de vraag vanwege het centraal bureau van de Rijksjustitie voor het onderzoek naar nationaal-socialistische misdaden, gevestigd in Ludwigsburg bij Stuttgart, dat sinds het begin van de jaren zestig onderzoek verrichtte naar Ehlers, of een genaamde Ernst Ehlers werkzaam was bij de rechtbank van Schleswig, ontkende zijn chef aanvankelijk echter.
De rechterlijke macht van Sleeswijk-Holstein stelde geen onderzoek in tegen Ernst Ehlers, noch tegen Kurt Asche, Constantin Canaris en Karl Fielitz, het hoofd van het Antwerpse SD-kantoor. De procedure werd integendeel decennialang uitgesteld. Pas toen het centraal bureau van Ludwigsburg in 1967 de resultaten van de vooronderzoeken aan het parket van Kiel toezond en de pers de zaak oppikte, begon men ook in Kiel met een onderzoek. Het duurde nog tot oktober 1972 vooraleer het Openbaar Ministerie een verzoek indiende om een gerechtelijk onderzoek in te stellen. Pas een jaar later werd dit ingewilligd.
Pas na artikels in de pers kwam er beweging vanwege de minister van Justitie van de deelstaat Sleeswijk-Holstein. Ehlers werd nu uit zijn ambt ontheven (met volledige doorbetaling van zijn salaris) en in 1974 met pensioen gestuurd (de salarissen die hij bleef ontvangen bedroegen in totaal 450.000 Duitse mark).

## Voor de rechter
In februari 1975 klaagde het Openbaar Ministerie van Kiel uiteindelijk Ehlers als hoofdverdachte aan bij de rechtbank van Flensburg in het proces over de Jodenvervolging in België. Canaris, Asche en Fielitz waren zijn medeverdachten. Op 27 januari 1976 weigerde de strafkamer van de arrondissementsrechtbank van Flensburg echter het proces te openen, omdat het volgens haar niet mogelijk zou zijn te bewijzen dat de beklaagden op de hoogte waren van de georganiseerde moord op de gedeporteerde Joden en dat derhalve een veroordeling onwaarschijnlijk was. De rechters in Flensburg zagen in het geval van Ehlers en Asche slechts een "niet onaanzienlijke verdenking". En Canaris en Fielitz werden ook "beschuldigd door een aantal omstandigheden", de laatste door omstandigheden van "minder gewicht". In mei van datzelfde jaar bezetten Joodse demonstranten uit België, vergezeld van een Brusselse televisieploeg en van Beate Klarsfeld, het appartement van Ernst Ehlers in Schleswig. Uit het raam hingen zij een spandoek met de eis: "Veroordeel zo snel mogelijk de nazi-misdadiger Ehlers, verantwoordelijk voor de dood van 25.000 Joden uit België".
Op een beroep van het Openbaar Ministerie vernietigde de strafkamer van het Oberlandesgericht Schleswig op 1 maart 1977 de beslissing van de regionale rechtbank en verwees de zaak naar de regionale rechtbank van Kiel. Evenals de andere verweerders diende Ehlers een grondwettelijke klacht in tegen het verwijzingsvonnis op grond van het feit dat hem zijn wettige rechter werd ontnomen. Het Bundesverfassungsgericht wees echter op 23 november 1979 de klacht af.
Tijdens zijn verhoor verklaarde Ehlers dat hij "zijn officiële taken in Brussel in een humane geest had vervuld". De hoofdaanklager van het Majdanek-proces in Düsseldorf verklaarde dat het Ehlers tot eer strekte "als het er in België minder hard was aan toegegaan dan elders".
Kort voor het officiële begin van het hoofdproces (26 november 1980) pleegde Ehlers op 4 oktober 1980 zelfmoord. De zaken van de meeste andere verdachten werden geseponeerd. Alleen Kurt Asche, die had verklaard dat hij slechts de bevelen van Ehlers had opgevolgd en niets had geweten van de bestemming van de deportatietransporten, werd op 8 juli 1981 door de regionale rechtbank van Kiel veroordeeld tot zeven jaar gevangenisstraf.

## Militaire loopbaan
- SS-Obersturmbannführer (luitenant-kolonel): 20 april 1943[1]

## Lidmaatschapsnummers
- NSDAP-nr.: 95 459[1]
- Schutzstaffel-nr.: 307 426[1]

## Decoraties
- Gouden Ereteken van de NSDAP[1] (nr.95459)[2]
- Kruis voor Oorlogsverdienste, 1e Klasse  met Zwaarden[1]
- Ehrendegen des Reichsführers-SS[1]
- SS-Ehrenring[1]